# Consonne affriquée alvéolo-palatale voisée
La consonne affriquée post-alvéolaire voisée, ou consonne affriquée alvéolo-palatale voisée, est un son consonantique peu fréquent dans les langues parlées. Son symbole dans l'alphabet phonétique international est [d͡ʑ] (anciennement [ʥ], ligature représentant un d et le ʑ transcrivant habituellement une fricative alvéolo-palatale liés en un seul caractère).

## Caractéristiques
Voici les caractéristiques de la consonne affriquée alvéolo-palatale voisée :
- Son mode d'articulation est affriquée, ce qui signifie qu’elle est produite en empêchant d'abord l'air de passer, puis le relâchant à travers une voie étroite, causant de la turbulence.
- Son point d'articulation est alvéolo-palatale, c'est-à-dire palatale, laminale et alvéolaire, ce qui signifie qu'elle est articulée avec la lame de la langue derrière la crête alvéolaire en même temps que le corps de la langue se lève au palais.
- Sa phonation est voisée, ce qui signifie que les cordes vocales vibrent lors de l’articulation.
- C'est une consonne orale, ce qui signifie que l'air ne s’échappe que par la bouche.
- C'est une consonne centrale, ce qui signifie qu’elle est produite en laissant l'air passer au-dessus du milieu de la langue, plutôt que par les côtés.
- Son mécanisme de courant d'air est égressif pulmonaire, ce qui signifie qu'elle est articulée en poussant l'air par les poumons et à travers le chenal vocatoire, plutôt que par la glotte ou la bouche.

## Symboles de l'API
Son symbole complet dans l'alphabet phonétique international est d͡ʑ, représentant un D minuscule dans l'alphabet latin, suivi d'un Z minuscule minuscule diacrité d'une boucle, reliés par un tirant. Le tirant est souvent omis quand cela ne crée pas d'ambiguïté. Une alternative est de mettre le Z bouclé en exposant, pour indiquer le relâchement fricatif de l'affriquée. Enfin, l'API comportait anciennement une ligature spéciale pour cette affriquée, mais elle n'est plus officielle ; elle reste cependant disponible comme caractère Unicode. 
| d͡ʑ               | dʑ                            | dᶽ                   | ʥ                  |
| Symbole complet. | Forme simplifiée sans tirant. | Forme avec exposant. | Ancienne ligature. |

## En français
Le français standard ne possède pas le [d͡ʑ]. Il est cependant courant dans certains parlers qui utilisent [d͡ʑi] comme allophone du phonème [di] : vendredi [vã.dʁǝ.d͡ʑi], handicapé [ã.d͡ʑi.ka.pe], maladie [ma.la.d͡ʑi], etc.

## Autres langues
- Le serbo-croate écrit [d͡ʑ] ђ en cyrillique et đ (ou dj) en latin.
- Le chinois mandarin prononce le [d͡ʑ].
- Le japonais possède également ce son, écrit avec les hiraganas じ et ぢ qui se prononcent [d͡ʑi].
- En coréen, ce son s'exprime via le caractère ㅈ lorsque ce dernier est placé entre des sons voisés comme dans le mot 시장 [ɕiː.d͡ʑɐŋ] "marché".